# Абу Ташуфін I
Абу Ташуфін I Абд ар-Рахман ібн Абу Хамму (араб. أبو تاشفين ابن أبو حمو موسى الأول; нар. 1293 — 2 травня 1337) — 5-й султан Держави Заянідів у 1318—1337 роках.

## Життєпис
Син Абу Хамму Муси та онук султана Абу Саїд Усмана I. Народився 1293 року в Тлемсені. У 1299—1307 року витримав тут облогу маринідського війська. 1308 року його батько посів трон.
Мав державницькі амбіції через що погиркався з Абу Хамму, який погано ставився до сина. Зрештою 1318 року Абу Ташуфін влаштував змову, повалив батька й став новим султаном. Негайно відправив до Гранади усіх родичів, оскільки побоювався змови проти себе.
Продовжив політику попередників щодо зміцнення держави. З 1319 року розпочав кампанії проти Хафсідів з метою закріпитися в Беджаї і Костянтині, що були об'єктом тривалої боротьби. У 1321 році вдалося завдати поразки Хафсідам, халіф яких Абу Бакр II аль-Мутавакіль сховався в Костянтині, а заянідське військо зайняло Беджаю і Туніс.
Водночас активно розбудовував столицю. 1327 року наказав звести біля великої мечеті медресе, що отримала назву аль-Ташуфінія. Вона проіснувала до 1870 року, коли була знесена за рішення французької колоніальної адміністрації. також відродив транссахїарську торгівлю через свої землі. Розвинув морську торгівлю через порти Оран, Алжир. Хонайн, Тенес. Уклав вигідні угоди з Арагоном.
1329 року проти нього утворився союз між маринідами і Хафсідами. 1335 року маринідський султан Абу'л Гасан Алі I розпочав війну проти Абу Ташифіна I, який опинився в облозі з суходолу й моря в столиці Тлемсен. Боротьба тривала до 1337 року, коли під час штурму міста Абу Ташифін I загинув, а сам Тлемсен було захоплено. Володіння заянідів було приєднано до держави Маринідів.